# Тупицино (Псковская область)
Тупицино — деревня в Гдовском районе Псковской области России. Входит в состав Чернёвской волости.
Расположена на реке Ужовке, в 10 км к юго-востоку от волостного центра Чернёво и в 36 км к юго-востоку от Гдова.

## Население
| 2001 | 2002 | 2010 |
| ---- | ---- | ---- |
| 215  | ↘190 | ↘135 |

Численность населения деревни на 2000 год составляла 215 человек, на 2009 год — 178 человек.

## Известные жители
- Сергеев, Фёдор Васильевич (1908—1941) — нарком лесной промышленности СССР (1940—1941).